# Diolcogaster spreta
Diolcogaster spreta är en stekelart som först beskrevs av Marshall 1885.  Diolcogaster spreta ingår i släktet Diolcogaster och familjen bracksteklar. Inga underarter finns listade i Catalogue of Life.